# Lothar Bolz
Lothar Bolz (Gliwice, 1903. szeptember 3. – Kelet-Berlin, 1986. december 29.) német politikus, ügyvéd és újságíró. 1930-ban lépett be a KPD-be, ezért a náci hatalomátvétel után menekülnie kellett. Moszkvába emigrált, ahol tanárként dolgozott, megkapta a szovjet állampolgárságot is. 1947-ben visszatért Kelet-Németországba, ahol a Német Szocialista Egységpárt tagja lett, de 1948-ban a formális többpártrendszer jegyében megalapította a kommunisták által engedélyezett Német Nemzeti Demokratikus Pártot (NPDP). 1949-ben lett a Volkskammer (parlament) tagja. 1953-ban lett külügyminiszter.